# Francisco da Silveira Dias
Francisco da Silveira Dias (nascido em Rio de Janeiro — falecido em 16 de março de 1690, Rio de Janeiro) foi um prelado brasileiro da Igreja Católica e administrador apostólico emérito de São Sebastião do Rio de Janeiro.

## Vida
Nascido no Rio de Janeiro, seus pais eram o capitão Francisco Dias da Luz e Domingas da Silveira. Teve, pelo menos, dois irmãos: o também capitão Sebastião Dias da Luz e o religioso frei franciscano Cristóvão da Madre de Deus e Luz.
Exerceu a função de vigário-geral da prelazia de São Sebastião do Rio de Janeiro desde 1660 quando em 1665 tornou-se pároco da Igreja Matriz de São Sebastião, que foi demolida durante o desmonte do Morro do Castelo. Nesta época, recebeu, por privilégio apostólico, o título de doutor em Teologia.
Francisco assumiu interinamente a função de administrador eclesiástico por volta de julho de 1671, após a partida de seu predecessor, Manuel de Souza de Almada.
Ele foi confirmado no cargo em 1673 depois de Manuel Pessoa de Figueiredo, nomeado sucessor por carta régia de 15 de fevereiro, ter morrido em Olinda quando estava em viagem ao Rio de Janeiro.
Em 16 de novembro de 1676, a Prelazia de São Sebastião foi elevada à categoria de Diocese através da bula "Romani Pontificis pastoralis sollicitudo" do Papa Inocêncio XI. Contudo, a Coroa ainda o reconhecia como responsável pelo governo eclesiástico, como evidenciado por um alvará de 15 de janeiro de 1681.
Ele renunciou como Administrador Apostólico e foi incumbido a transmitir o governo da diocese ao segundo bispo, Dom José de Barros Alarcão, que assumiu o cargo em 14 de dezembro de 1681.

Em 16 de março de 1690, Silveira Dias morreu no Rio de Janeiro. Ele pediu para ser sepultado no túmulo de seus pais, na capela-mor do Mosteiro de São Bento.